# Pittonia
Pittonia (abreviado Pittonia) fue una revista ilustrada con descripciones botánicas que fue editada en Berkeley California. Se editaron cinco números en los años 1887-1905 con el nombre de Pittonia; a Series of Papers Relating to Botany and Botanists. Berkeley, CA.